# Module de course
Un module de course (podracer en anglais), est un véhicule de la saga Star Wars. Ce type d'engin est utilisé notamment lors de la Classique de la Bounta Eve (Boonta Eve Classic en anglais), ou Boonta Eve, course de modules de courses la plus célèbre de la Galaxie. 
Il apparaît dans la séquence de la course de modules sur Tatooine dans le film La Menace fantôme.

## Histoire

### Boonta Eve de32av. BY
La Classique de la Boonta Eve est la plus importante des célébrations annuelles qui s'effectuent sur Tatooine. Elle est censée commémorer l'apothéose d'un ancien dirigeant hutt renommé, Boonta Hestilic Shad'ruu. L'influence exercée par le Cartel hutt sur Tatooine, qui se reflète jusque dans la culture de la planète, comme en témoigne cet hommage à un chef de guerre hutt.
En 32 av. BY, les Jedi Qui-Gon Jinn et Obi-Wan Kenobi, le gungan Jar Jar Binks, la Reine Amidala de Naboo et sa suite font escale à Mos Espa dans l'espoir de trouver un hyperpropulseur susceptible de remplacer celui de leur vaisseau, endommagé au cours de leur voyage vers Coruscant. Ils se rendent chez Watto, ferrailleur de son état qui refuse de vendre la pièce recherchée.
Ils rencontrent Anakin Skywalker, un jeune esclave. Il s'avère qu'Anakin a construit non seulement un droïde de protocole, C-3PO, mais aussi un module de course. Anakin semble être aidé par un talent naturel apparemment hérité de sa mère, qui possède une sorte de don intuitif pour l'électronique et la mécanique à partir de pièces détachées.
Des capacités d'Anakin, Qui-Gon Jinn déduit que le jeune garçon a des affinités avec la Force, faisant de lui un Jedi potentiel. Le Maître Jedi comprend alors qu'il peut tirer avantage de ces aptitudes pour obtenir l'hyperpropulseur de Watto : il parie sur la victoire d'Anakin à la course, Watto devant lui remettre la pièce le cas échéant. Ce dernier avance les frais d'inscription et empochera automatiquement la moitié des gains en cas de victoire plus le vaisseau d'Amidala en cas de défaite. Peu après, le potentiel Jedi d'Anakin ayant été confirmé par l'analyse du taux de midi-chloriens, Qui-Gon modifie les clauses du pari et propose également à Watto la libération d'Anakin si ce dernier remporte la course, ce que Watto accepte.
Au début de la course, sur l'invitation des commentateurs, Anakin et tous les participants allumèrent leurs moteurs en attendant le signal de départ donné par Jabba le Hutt. À ce signal, tous les modules partirent très rapidement, à l'exception des machines de Ben Quadinaros et de Skywalker qui restent immobilisés dans l'Arène. Mais contrairement à Quadinaros, Anakin fut en mesure de faire redémarrer son module et à partir malgré un retard considérable. Alors que les autres concurrents, et en particulier Sebulba, luttent pour la première place, Anakin parvient à remonter et à dépasser Wan Sandage, Neva Kee, Clegg Holdfast et Dud Bolt. Puis, arrivant sur la Plaine désertique, il passe devant Ebe Endocott et talonne Ody Mandrell.
Dans la portion de circuit traversant la Grotte de la Lagune.

### Interdiction et recyclage
Du temps de son Empire galactique, Palpatine interdit les courses de modules. Deux raisons peuvent expliquer cette décision. D'une part, la mortalité est très élevée lors de ces courses. D'autre part, ces événements génèrent beaucoup de corruption et enrichissent les organisateurs et les participants,.
Malgré cette condamnation officielle, la pratique des courses de modules se poursuit. Des courses illégales s'effectuent alors dans les régions les plus reculées. Ce type de spectacle, et l'utilisation de modules de course, parfois recyclés pour d'autres usages, ne s'arrête pas avec le bannissement décrété par Palpatine,.
Quelques années après la chute de l'Empire, le marshall Cobb Vanth se déplace à bord d'une motojet constituée d'un moteur Radon-Ulzer 620 c de module de course modifié pour servir à lui seul de moyen de transport. Il évoque le style du module utilisée par Anakin Skywalker lors de sa victoire à une course de modules plusieurs décennies plus tôt,.

## Caractéristiques
Un module de course fonctionne avec deux grands moteurs, souvent de type Radon-Ulzer 620 c. Ils se situent à l'avant et permettent le déplacement du module.

## Concept et création
Pour La Menace fantôme, la scène de la course de modules à Tatooine est tournée principalement dans le canyon tunisien de Sidi Bouhlel, comme une scène d'embuscade présente dans Un nouvel espoir. 
Pour générer lors de plans d'ensemble les milliers de spectateurs de la course de La Menace fantôme, la production opte pour l'usage d'une maquette, sur laquelle des bâtonnets de coton de différentes couleur pour représenter les personnages. Ces bâtonnets sont mis en mouvement à l'aide d'un système de soufflerie.
Avec près de 400 plans au total, la séquence de la course utilise à la fois des prises de vue réelle et de l'image de synthèse. Elle est composée sans musique, ce qui fait du ronflement des moteurs des modules l'un des seuls sons entendus pendant une dizaine de minutes.

## Adaptations

### Jeux vidéo
Star Wars Episode I: Racer, un dérivé de La Menace fantôme sorti en 1999, permet au joueur d'incarner un pilote de module de course. Il participe à des courses de plus en plus difficiles à cause de la vitesse, qui tient une place importante dans le gameplay de ce jeu. Le joueur se charge aussi d'entretenir et de réparer son module au fil des courses,.

## Analyse
Les courses de modules évoquent les courses de chars de l'Empire romain. En effet, les participants risquent leur vie lors d'un spectacle qui passionne le peuple, en parcourant dangereusement une piste à l'apparence globale similaire à celle d'une piste d'hippodrome. En cela, la séquence de la course de module dans La Menace fantôme semble reprendre celle de la course de chars du film Ben-Hur de William Wyler, avec une scène du même style et de la même ambiance.